# NGC 3275
NGC 3275 (również PGC 31014) – galaktyka spiralna z poprzeczką (SBab), znajdująca się w gwiazdozbiorze Pompy. Odkrył ją John Herschel 1 lutego 1835 roku.